# Kołbiel
Kołbiel is een dorp in het Poolse woiwodschap Mazovië, in het district Otwocki. De plaats maakt deel uit van de gemeente Kołbiel en telt 1700 inwoners.

## Verkeer en vervoer
- Station Kołbiel